# Прыжки с трамплина на зимних Олимпийских играх 1972

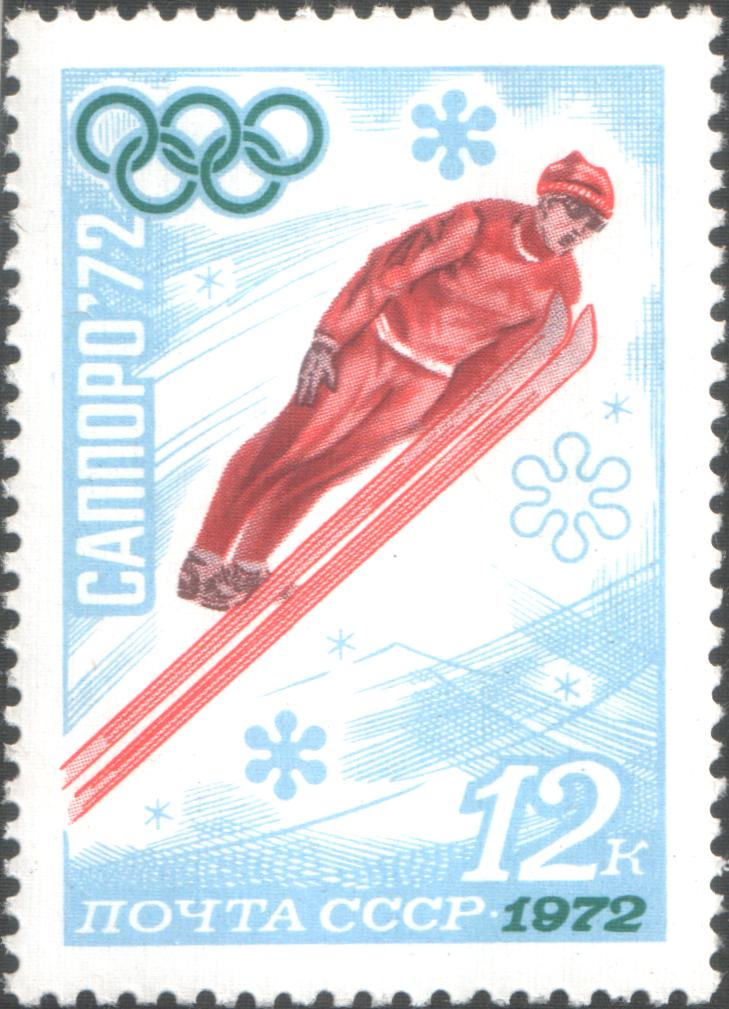
Почтовая марка СССР

Соревнования по прыжкам с трамплина на зимних Олимпийских играх 1972 прошли на нормальном трамплине (6 февраля) и на большом трамплине (11 февраля).
Юкио Касая стал первым в истории чемпионом зимних Олимпийских игр от Японии во всех видах спорта, а Войцех Фортуна — от Польши. Поляки в XX веке больше медалей на зимних Олимпийских играх не завоёвывали.

## Медалисты
| Дисциплина          | Золото                | Серебро                   | Бронза             |
| ------------------- | --------------------- | ------------------------- | ------------------ |
| Большой трамплин    | Войцех Фортуна Польша | Вальтер Штайнер Швейцария | Райнер Шмидт ГДР   |
| Нормальный трамплин | Юкио Касая Япония     | Акицугу Конно Япония      | Сэйдзи Аоти Япония |